# Morphacris
Morphacris är ett släkte av insekter. Morphacris ingår i familjen gräshoppor.
Kladogram enligt Catalogue of Life:
| Morphacris | \| \| Morphacris citrina \| \| \| \| \| \| Morphacris fasciata \| \| \| \| \| \| Morphacris venusta \| \| \| \| |
|            | \| \| Morphacris citrina \| \| \| \| \| \| Morphacris fasciata \| \| \| \| \| \| Morphacris venusta \| \| \| \| |
|            | Morphacris citrina                                                                                              |
|            | |
|            | Morphacris fasciata                                                                                             |
|            | |
|            | Morphacris venusta                                                                                              |
|            | |